# Alexander Knox
Alexander Knox (16 de enero de 1907 – 25 de abril de 1995) fue un actor canadiense y autor de novelas de aventuras situadas en la zona de los Grandes Lagos durante el siglo XIX.

## Biografía
Nacido en Strathroy, Ontario, se graduó en la University of Western Ontario, para trasladarse posteriormente a Boston, Massachusetts para actuar sobre los escenarios. Durante la década de los años 30 se trasladó a Londres, Inglaterra donde apareció en varias películas. En 1940, protagonizó junto a Jessica Tandy la producción de Broadway Jupiter Laughs. En 1944, fue elegido por Darryl F. Zanuck para protagonizar Wilson, la película biográfica del presidente estadounidense Woodrow Wilson, por la que consiguió un Globo de Oro y fue nominado al Óscar al mejor actor. Sin embargo, durante la era McCarthy, fue introducido en la lista negra de personas acusadas de antiamericanismo por los ejecutivos de los grandes estudios de Hollywood y volvió a Inglaterra. 
Tuvo papeles protagonistas en El lobo de mar, Over 21, Amor sublime, Los vikingos, Europa '51, None Shall Escape y Nicolás y Alejandra, y participó también en Joshua Then and Now. 
En su faceta como autor, escribió seis novelas: Bride of Quietness, Night of the White Bear, The Enemy I Kill, Raider's Moon, The Kidnapped Surgeon y Totem Dream.
Estuvo casado con la actriz estadounidense Doris Nolan (1916–1998) desde 1943 hasta su muerte en 1995. Tuvieron un hijo, también actor, llamado Andrew Knox.
Murió en Berwick-upon-Tweed, Northumberland a causa de un cáncer de huesos.

## Filmografía parcial
- Rembrandt (1936)
- The Gaunt Stranger (1938)
- Cheer Boys Cheer (1939)
- El lobo de mar (1941)
- Commandos Strike at Dawn (1942)
- None Shall Escape (1944)
- Wilson (1944)
- Over 21 (1945)
- Amor sublime (1946)
- The Sign of the Ram (1948)
- The Judge Steps Out (1949)
- Tokyo Joe (1949)
- I'd Climb the Highest Mountain (1951)
- Two of a Kind (1951)
- The Son of Dr. Jekyll (1951)
- The Man in the Saddle (1951)
- Europa '51 (1952)
- The Sleeping Tiger (1954)
- The Divided Heart (1954)
- The Night My Number Came Up (1955)
- Reach for the Sky (1956)
- High Tide at Noon (1957)
- The Wreck of the Mary Deare (1959)
- Chase a Crooked Shadow (1958)
- Los vikingos (1958)
- Intent to Kill (1958)
- The Two-Headed Spy (1958)
- Operation Amsterdam (1959)
- Crack in the Mirror (1960)
- Oscar Wilde (1960)
- El día más largo (1962)
- In the Cool of the Day (1963)
- Estos son los condenados (1963)
- Man in the Middle (1963)
- Woman of Straw (1964)
- Crack in the World (1965)
- Mister Moses (1965)
- The Psychopath (1966)
- Modesty Blaise (1966)
- Kartum (1966)
- La hora 25 (1967)
- Accident (1967)
- Sólo se vive dos veces (1967) no acreditado como el Presidente de EE. UU.
- How I Won the War (1967)
- Villa Rides (1968)
- Shalako (1968)
- Fräulein Doktor (1969)
- Run a Crooked Mile (1969, TV)
- Skullduggery (1970)
- Puppet on a Chain (1971)
- Nicolás y Alejandra (1971)
- Holocaust 2000 (1977)
- Tinker, Tailor, Soldier, Spy (1979, TV)
- Gorky Park (1983)
- Joshua Then and Now (1985)

## Premios y distinciones
Premios Óscar
| Año  | Categoría            | Película | Resultado |
| ---- | -------------------- | -------- | --------- |
| 1945 | Óscar al Mejor actor | Wilson   | Nominado  |

## Curiosidades
En Batman (1989), de 1992, Tim Burton le hace un velado homenaje, ya que el personaje que interpreta Robert Wuhl se llama Alexander "Allie" Knox.